# Bordes (Hautes-Pyrénées)
Bordes ist eine französische Gemeinde mit 753 Einwohnern (Stand 1. Januar 2022) im Département Hautes-Pyrénées in der Region Okzitanien (vor 2016: Midi-Pyrénées). Sie gehört zum Arrondissement Tarbes und zum Kanton La Vallée de l’Arros et des Baïses.
Die Einwohner werden Bordais und Bordaises genannt.

## Geographie
Bordes liegt circa 13 Kilometer ostsüdöstlich von Tarbes in der historischen Grafschaft Bigorre. Im Nordosten durchquert der Fluss Arros das Gemeindegebiet, ganz im Südosten tangiert auch sein Zufluss Arrêt auf einer kurzen Strecke.
Umgeben wird Bordes von den acht Nachbargemeinden:
| Lespouey Angos | Sinzos                                      | Clarac   |
| Lhez           | Kompassrose, die auf Nachbargemeinden zeigt | Peyraube |
| Oueilloux      |                                             | Tournay  |

## Einwohnerentwicklung

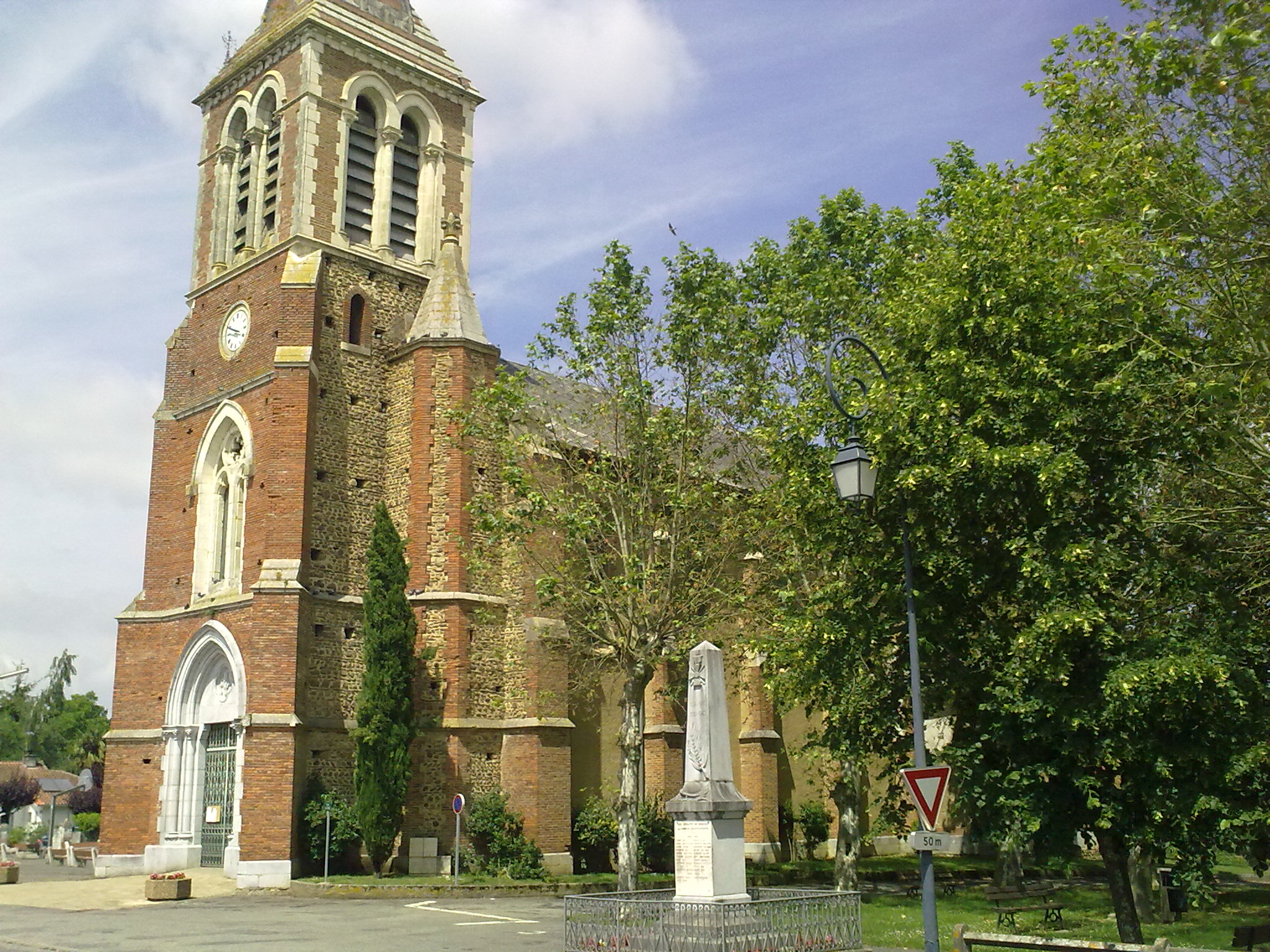
Pfarrkirche Saint-Christophe

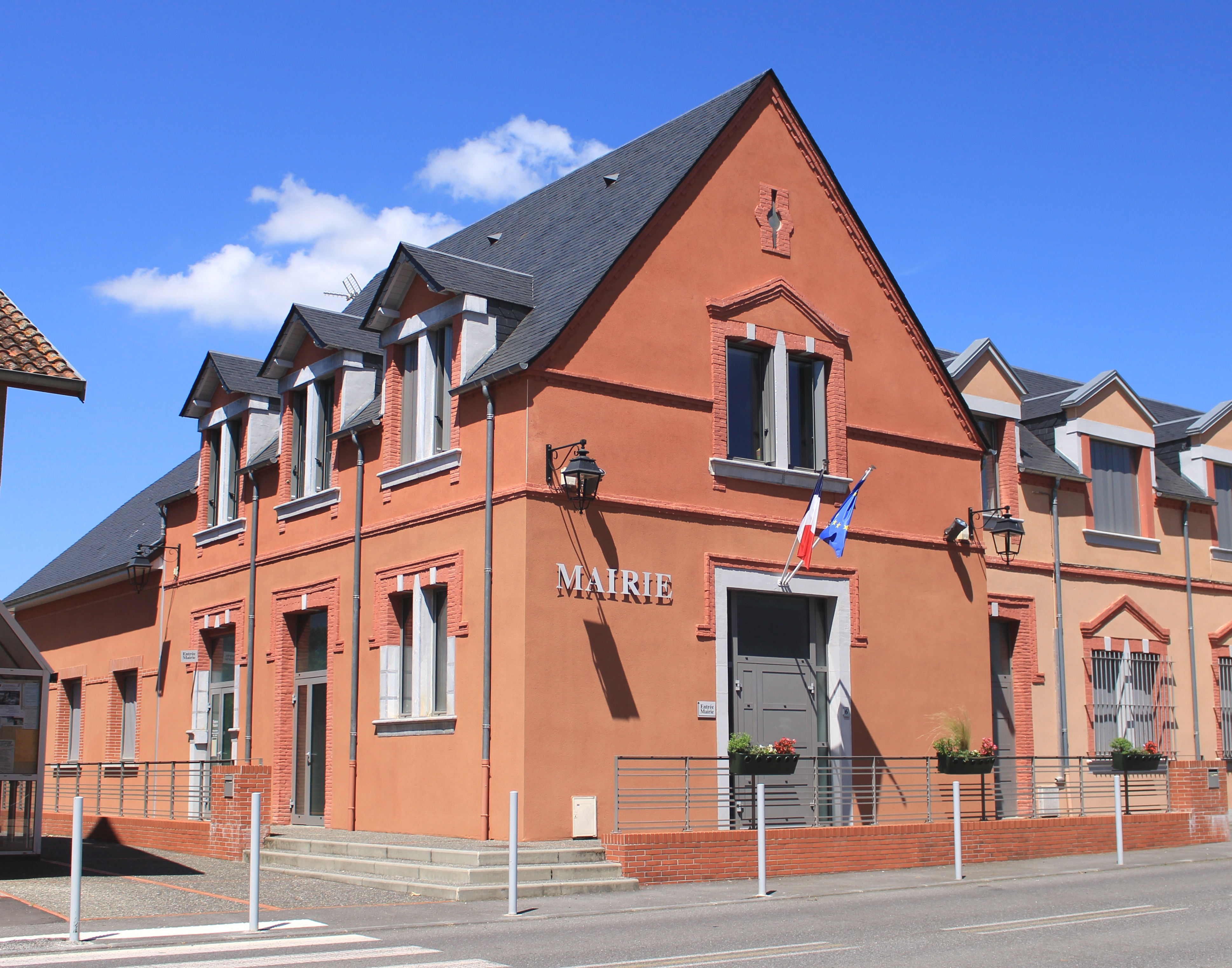
Mairie (Rathaus) von Bordes

Nach Beginn der Aufzeichnungen stieg die Einwohnerzahl bis zur Mitte des 19. Jahrhunderts auf einen Höchststand von 975. In der Folgezeit sank die Größe der Gemeinde bei kurzen Erholungsphasen bis zu den 1930er Jahren auf rund 455 Einwohner, bevor eine Wachstumsphase einsetzte, die bis heute anhält.
| Jahr      | 1962 | 1968 | 1975 | 1982 | 1990 | 1999 | 2006 | 2011 | 2022 |
| --------- | ---- | ---- | ---- | ---- | ---- | ---- | ---- | ---- | ---- |
| Einwohner | 514  | 540  | 538  | 493  | 522  | 556  | 600  | 745  | 753  |

## Sehenswürdigkeiten
- Pfarrkirche Saint-Christophe

## Wirtschaft und Infrastruktur
Bordes liegt in den Zonen AOC der Schweinerasse Porc noir de Bigorre und des Schinkens Jambon noir de Bigorre.

### Bildung
Die Gemeinde verfügt über eine öffentliche Vor- und Grundschule mit 62 Schülerinnen und Schülern im Schuljahr 2019/2020.

### Verkehr
Durch die Gemeinde Bordes führt die Autoroute A64 ohne direkte Ausfahrt zum Ort, aber mit zwei nach dem Ort benannten Rastplätzen (Die am nächsten gelegene Ausfahrt 14 ist ca. drei Kilometer entfernt und bedient die Nachbargemeinde Tournay.). Bordes ist erreichbar über die Routes départementales 14, 46, 514 und 817, die ehemalige Route nationale 117.
Eine Linie des TER Occitanie, einer Regionalbahn der staatlichen SNCF, bedient die Strecke von Pau nach Toulouse, durchquert das Gebiet der Gemeinde ohne Haltepunkt. Der nächste Bahnhof befindet sich in Tournay.